# برديات بروغش

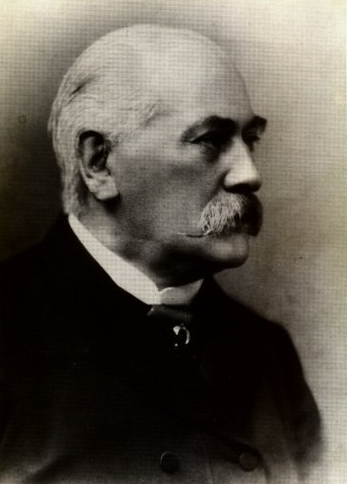
هاينريش بروغش

برديات بروغش (برديات برلين 3038)، تُعرف أيضًا باسم برديات برلين العظمى وهي إحدى أوراق البردي المصرية الطبية القديمة المهمة. وقد اكتشفها جوزيبي باسالاكوا في سقارة في مصر. وقد حصل عليها فريدرش فيلهلم الرابع ملك بروسيا عام 1827 وأودعها متحف برلين، حيث لا تزال تقبع هناك. ويعود نمط الكتابة إلى ذلك الذي كان سائدًا في عهد الأسرة المصرية التاسعة عشر، ويعود تاريخها إلى الفترة بين 1350 و1200 قبل الميلاد.
وقد درس أوراق البردي في البداية هاينريش كارل بروغش، ولكنها ترجمت ونشرت على يد والتر رزينسكي عام 1909. ولا تتوفر منها سوى الترجمة إلى الألمانية.
وتتكون أوراق البردي من أربع وعشرين صفحة من الكتابة. ويعد الكثير منها موازيًا لبردية إيبرس. وتعالج بعض محتوياتها موضوعات مثل تحديد النسل واختبارات الخصوبة.
ويعتقد بعض المؤرخين أن أوراق البردي هذه كان يستخدمها جالينوس في كتاباته.

## قائمة المصادر
- Wreszinski, Walter: Der grosse medizinische Papyrus des Berliner Museums (Pap. Berl. 3038). J. C. Hinrichs, 1909
- John Francis Nunn, Ancient Egyptian Medicine. University of Oklahoma Press, 2002. ISBN 0-8061-3504-2
- Willerson، J. T.؛ Teaff، R. (1996). "Egyptian contributions to cardiovascular medicine". Texas Heart Institute journal / from the Texas Heart Institute of St. Luke's Episcopal Hospital, Texas Children's Hospital. ج. 23 ع. 3: 191–200. PMC:325346. PMID:8885101.